# Cantoblanco

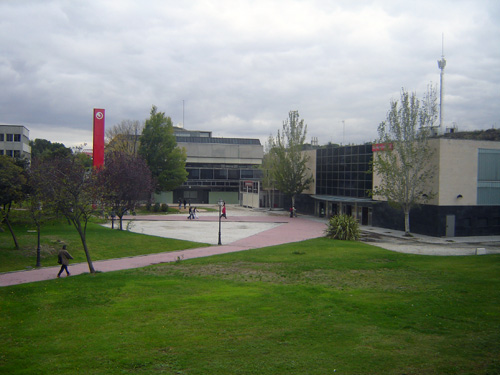
La estación de tren de Cantoblanco-Universidad vista desde el comedor del Pabellón B de la UAM.

Cantoblanco es una zona situada en el madrileño barrio de El Goloso (distrito de Fuencarral-El Pardo). En el lugar se encuentran las estaciones de Cantoblanco Universidad y Universidad Pontificia de Comillas, de la línea C-4 del servicio ferroviario de Cercanías Madrid.

## Campus de la Universidad Autónoma de Madrid

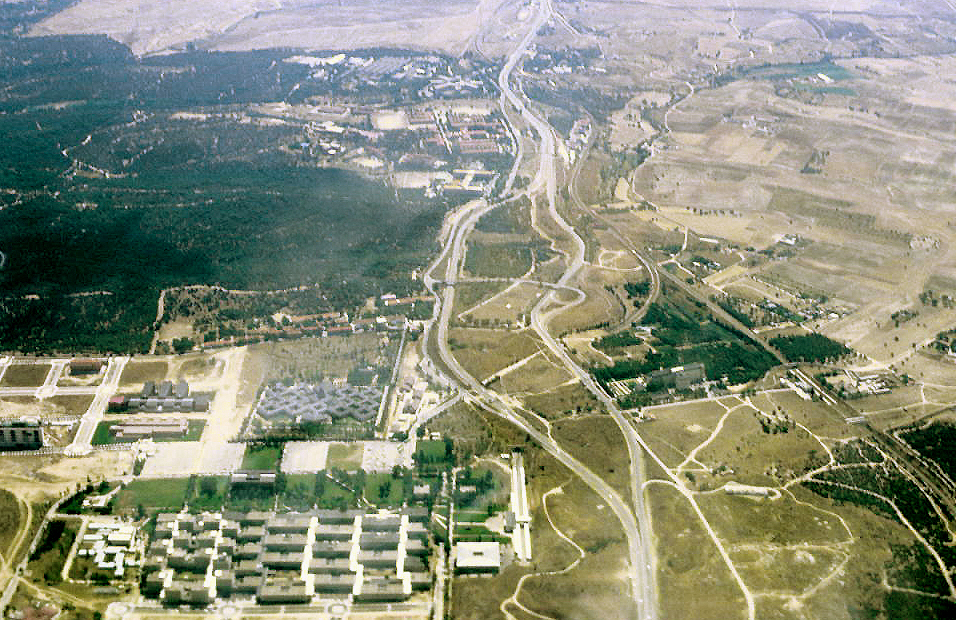
Vista aérea de la zona desde el norte a finales de la década de 1980

En Cantoblanco se ubica el campus principal de la Universidad Autónoma de Madrid (UAM). Junto con el campus de La Paz forma la UAM.
En Cantoblanco se encuentran el rectorado y los servicios centrales y las facultades de Ciencias, Filosofía y Letras, Derecho, Ciencias Económicas y Empresariales, Psicología, Formación de Profesorado y Educación y la Escuela Politécnica Superior. La única facultad de la UAM fuera de Cantoblanco es la de Medicina, que se encuentra junto a la Ciudad Sanitaria La Paz.
También se encuentra una sede del Parque Científico de Madrid y varias sedes del Consejo Superior de Investigaciones Científicas o CSIC como son el Centro Nacional de Biotecnología (CNB), el Instituto de Catálisis Petroleoquímica (ICP), el Instituto de Ciencia de Materiales de Madrid (ICMM) y el Instituto de Cerámica y Vidrio (ICV).

## Campus de la Universidad Pontificia Comillas
En Cantoblanco también tiene campus la Universidad Pontificia Comillas. Allí se ubican dos facultades (Facultad de Teología y Facultad de Ciencias Humanas y Sociales), el Instituto Universitario de Ciencias de la Educación (ICE), el Instituto Universitario de la Familia, y el Colegio Mayor Comillas.